# Parque eólico Paraguaná
El parque eólico Paraguaná es un complejo de estructuras proyectados para 76 aerogeneradores de electricidad ubicada en las cercanías de Santa Cruz de Los Taques, en la península de Paraguaná del Estado Falcón, que cuenta con una extensión de 575 hectáreas. Fue anunciado como el primer proyecto de energía eólica en Venezuela, y su ubicación responde al resultado de un estudio previo de la alta potencia de los vientos que corren por dicha región, los cuales oscilan entre 40 y 50 km/h. Fue gestionado por la Corporación Eléctrica Nacional (CORPOELEC) en colaboración con el Centro de Refinación de Paraguaná.
En el año 2005 la empresa estatal PDVSA, había proyectado el desarrollo del "Parque Eólico de Paraguaná", La piedra fundacional del complejo fue colocada el 17 de noviembre del 2006, una promesa en plena campaña electoral del 3 de diciembre, el proyecto inicial en ese momento previó que el complejo contaría con más de 50 aerogeneradores, en un área aproximada de 921 hectáreas, conformado por 27 turbinas de 1,5 MW que cada una aportaría al Sistema Eléctrico Nacional (SEN) con un total de 40 MW.
 El inicio de su construcción sufrió retardos por dos años, el 2010 se modificó a un nuevo proyecto con la construcción de 24 fundaciones iniciales que sostendrían los 24 mástiles (torres) para un total de 76 aerogeneradores AE61 de 1.320 kW. como la primera fase, en el estado Falcón, después de realizado el estudio de vientos en varias zonas de la región.
Se usaría tecnología española de la empresa  Siemens Gamesa. Esta primera etapa estaría valorizada en 70 millones de dólares de un total de 200 millones de dólares
La fecha de su finalización se pospuso para el 2011 pero en realidad para el año 2024 aun no se ha concluido. El desarrollo del parque sería finalmente ejecutado en dos fases: la primera con 24 aerogeneradores y la segunda con 52, para un total de 76, cada uno aportando 1,3 MW al SEN. 
Los primeros 24 generadores serían conectados al SEN el 8 de diciembre de 2012, específicamente a la línea de 115,000 voltios entre las  subestaciones Judibana y Los Taques. Entraron en período de prueba el 27 de diciembre de ese año alcanzando 21 MW de los 30 MW esperados del proyecto, por causa de bajos volúmenes de viento, con lo que comenzaron a aportar sus primeros megavatios a la red nacional.
En un momento, también se previó que en sus adyacencias se construirían espacios recreativos, un museo, un centro de exposiciones, una posada, un restaurante y visitas guiadas, pero el presupuesto aprobado fue insuficiente para estos planes.
Para septiembre de 2014, pobladores de Falcón, denunciaron que casi todos los aerogeneradores instalados, están paralizados, sin avances, mientras Paraguaná sufría de apagones hasta tres veces todos los días, A finales de septiembre de 2014 en la Asamblea Nacional, el diputado por Primero Justicia, Julio Montoya, transmitido por el canal de la Asamblea, expuso un video grabado desde el Parque, donde se observa fuertes vientos pero casi todos los aerogeneradores están paralizados, sin personal de vigilancia ni avances. Montoya indignado recalca que el sector sufre y se queja de apagones hasta tres veces al día.
Para noviembre de 2016 en el país se había invertido 200 millones de dólares en este proyecto para producir energía con el viento; de aproximadamente  100 MW solo se produce 31.2 MW pero a la fecha, no producen ni el 1 % de generación de energía al Sistema Eléctrico Nacional (SEN). En Venezuela resulta que generar un megavatio – hora por hidroelectricidad cuesta 54,32 dólares, el costo por esta misma producción a través de los molinos de viento sería de 122,57 dólares por lo que se observa es más costoso, otro problema es el  obstáculo económico a ser tomado en cuenta en el costo por incorporar los megavatios producidos al sistema de transmisión. Para incorporar la energía eólica al SEN de Venezuela de una manera funcional